# Ozarba argyrogramma
Ozarba argyrogramma is een vlinder van de familie van de uilen (Noctuidae). De wetenschappelijke naam van deze soort is voor het eerst voorgesteld als Eulocastra argyrogramma door George Francis Hampson in een publicatie uit 1914.
De soort komt voor in Senegal, Gambia, Burkina Faso, Soedan, Ethiopië, Guinee, Ghana, Nigeria, Congo-Brazzaville, Congo-Kinshasa, Kenia, Tanzania, Angola, Malawi, Namibië en Zuid-Afrika.